# Sten "Lången" Ohlsson
Sten Gustaf Lennart ”Lången” Ohlsson, född 12 juni 1922 i Mörbylånga, död 29 mars 2004 i Katarina församling i Stockholm, var en svensk friidrottare (sprinter) och journalist som tävlade för Stockholmsklubben Hellas. Sten fick sitt smeknamn efter födelseorten Mörbylånga på södra Öland. 
I Budapest 1942 sprang han i samband med landskampen mot Ungern 100 meter på 10,5 s vilket bara var tre tiondelar långsammare än världsrekordet (Harold Davis 1941 och Jesse Owens 1936). 
Sin journalistiska bana började "Lången" på Idrottsbladet men det var tidningen Expressen han ägnade större delen av sitt yrkesverksamma liv.